# 婦女救援基金會

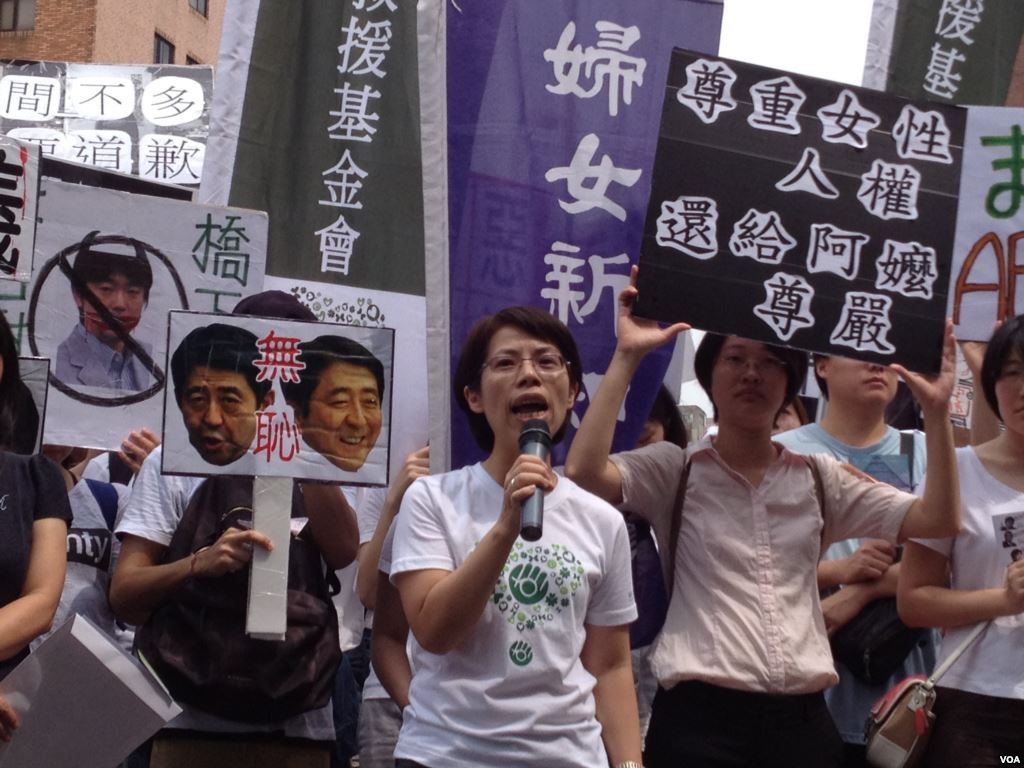
婦女救援基金會就日本處理慰安婦之議題所發起的示威活動。

婦女救援基金會（英語：Taipei Women's Rescue Foundation），全名財團法人台北市婦女救援社會福利事業基金會，簡稱婦援會，是一個台灣的基金會組織，前身為台灣婦女救援協會，於1987年8月由曹愛蘭、沈美真、廖碧英、郭吉仁等推動成立。
基金會宗旨：基於尊重生命價值及追求社會正義，致力於關心受到性別暴力壓迫及被忽略的弱勢婦幼，以倡議推動社會改革，以服務充權弱勢婦幼，讓其得以自立及自主，提升婦幼人權。
婦援會的成立被視為台灣婦女運動史上，結合性別平權意識的倡導與實際救援行動的里程碑。 30年來，婦女救援基金會不斷領先倡導議題，促成多項進步法案，同時提供被害人輔導、支持服務。

。1988年9月申請成為基金會。

## 歷史
婦女救援基金會的成立，起因為1980年代末期仍有的台灣雛妓問題。為了喚起社會大眾對於婦女被迫從娼問題的重視，臺灣人權協會、彩虹專案及婦女新知基金會及一些熱心的專業人士在1987年8月成立台灣婦女救援協會，並先後在1987年及在1988年1月9日，台灣婦女救援協會、婦女新知基金會、台灣基督長老教會彩虹婦女事工中心等團體共同發起「救援雛妓大遊行」(又稱為「華西街大遊行」)。這次的大遊行，除了為台灣社會進行一次深入的社會運動教育外，也促成媒體開始重視台灣的婦女運動，並且對於婦女運動有了正向的回應與報導。並經過結合立委與其它團體共同推動了《少年福利法》、《兒童及少年性交易防制條例》等法律來防範雛妓問題。2000年代之後，會務重點從救援被迫從娼的婦女脫離控制到關心台籍慰安婦、提供婚暴婦女服務、目睹家庭暴力的兒童及少年服務、數位性暴力被害人（被拍或被散佈性私密影像被害人）服務等。
婦女救援基金會拍攝的台籍慰安婦紀錄片《阿嬤的秘密：台籍慰安婦的故事》獲得1998年第35屆金馬獎最佳紀錄片，2015年拍攝台籍慰安婦紀錄片《蘆葦之歌》。

## 活動
網路上時常有偷拍等私密影像外流，每個月相關案件超過20次，婦援會調查這些案件中，九成以上是女性，九成以上未滿30歲，目的多為要求復合或是報復。透過臉書散布佔了三成。婦援會與立委尤美女於2018年8月6日舉辦公聽會，討論《性隱私影像侵害犯罪防制條例》草案。

## 外部連結
- 婦女救援基金會 （页面存档备份，存于）
- 各種捐款方式 （页面存档备份，存于）
- LINE pay 捐款、捐點數 （页面存档备份，存于）
- 婦女救援基金會的Facebook專頁